# محمد بودرا
محمد بودرا (ولد في 4 مارس 1960 في القصر الكبير) دكتور و سياسي مغربي من حزب الأصالة والمعاصرة، رئيس مجلس جهة تازة الحسيمة تاونات ونائب برلماني عن دائرة الحسيمة.
انتخب رئيسا للمجلس البلدي للحسيمة بين 2003 و 2009. انتخب رئيسا للجهة في أكتوبر 2009، و أعيد انتخابه في 18 أكتوبر 2012 رئيسا لمجلس جهة تازة الحسيمة تاونات كرسيف لمدة ثلاث سنوات. وفي 4 أبريل 2013 انتخب محمد بودرة رئيسا للمجلس السياسي للجنة المتوسطية للمدن والحكومات المحلية المتحدة٬ وذلك في أعقاب المنتدى الثالث للسلطات المحلية والإقليمية للمتوسط المنعقد بمرسيليا جنوب فرنسا.

## وصلات خارجية
- أحمد عصيد يستضيف الدكتور محمد بودرا، فيديو برنامج شؤون أمازيغية.
- موقع جهة تازة الحسيمة تاونات